# Oserzi (Warasch)
Oserzi (ukrainisch Озерці; russisch Озерцы Oserzy, polnisch Jezierce) ist ein Dorf im Nordwesten der ukrainischen Oblast Riwne mit etwa 830 Einwohnern (2001).
Das erstmals 1561 schriftlich erwähnte Dorf liegt in der historischen Landschaft Wolhynien etwa 50 km nordwestlich vom ehemaligen Rajonzentrum Wolodymyrez und etwa 150 km nördlich vom Oblastzentrum Riwne.
Am 12. Juni 2020 wurde das Dorf ein Teil neu gegründeten Stadtgemeinde Warasch; bis dahin bildete es zusammen mit dem Dorf Horodok (Городок) die Landratsgemeinde Oserzi (Озерецька сільська рада/Oserezka silska rada) im Nordwesten des im Rajon Wolodymyrez.
Am 17. Juli 2020 wurde der Ort ein Teil des neugegründeten Rajons Warasch.